# توکل‌آباد (چشمه زیارت، دو)
توکل‌آباد یا عزیزآباد روستایی در دهستان چشمه زیارت بخش مرکزی شهرستان زاهدان استان سیستان و بلوچستان ایران است.

## جمعیت
بر پایه سرشماری عمومی نفوس و مسکن در سال ۱۳۹۵ جمعیت این مکان ۴۳ نفر (۷خانوار) بوده‌است.